# Away Goes Prudence
Away Goes Prudence è un film muto del 1920 diretto da John S. Robertson e interpretato da Billie Burke.

## Trama
Prudence, giovane donna che appartiene alla buona società, ha il pallino del volo. Ma suo padre e Hewitt, il fidanzato, vogliono che smetta di volare. Lei, allora, mette in scena un falso rapimento ma Hewitt, scoperto il piano, la fa rapire sul serio per darle una lezione. Solo che i rapitori ingaggiati decidono di tenersi la ragazza e derubano il loro mandante. Prudence, per salvarsi, finge di unirsi alla banda e con questa, assalta la casa di Hewitt in un tentativo di rapina. Arriva la polizia che sorprende i ladri. Prudence riesce a scappare e si rifugia a casa sua, dove si riunisce alla famiglia. Suo padre e il fidanzato alla fine acconsentono che lei prosegua nella sua carriera di aviatrice.

## Produzione
Il film fu prodotto dalla Famous Players-Lasky Corporation.

## Distribuzione
Il copyright del film, richiesto dalla Famous Players-Lasky Corp., fu registrato il 29 giugno 1920 con il numero LP15330.
Distribuito dalla Paramount-Artcraft Pictures, uscì nelle sale cinematografiche statunitensi nel luglio 1920.
Non si conoscono copie ancora esistenti della pellicola che viene considerata presumibilmente perduta.